# Francesc Calvet i Mota
Francesc Calvet i Mota (Barcelona 1947 – Villacarlos 2004) fue un pintor español que se estableció en Villacarlos (Menorca), donde trabajó por ese pueblo y su gente. De joven estudiaba en la Escuela Industrial de Barcelona, que dejó para adentrarse en la bohemia cromática (estilo pictórico). Calvet y Montse, su mujer, se habían establecido en Villacarlos en el año 1973, donde después tendrían a sus dos hijos Héctor y Jordi. El año siguiente empezó a dar clases en la escuela pública. El año 1976 creó el Taller d’Art Xoc de Maó, donde dio clases de dibujo y pintura hasta 1984, año en qué empezó a impartir clases y a colaborar como coordinador del aula de pintura del ateneo Municipal de Villacarlos hasta su fallecimiento en 2004. 
Participó como pintor en el grupo Els Mussols, desde su creación el año 1975, creando escenografías y carteles y también con la lectura de poemas que escribía de vez en cuando. Sus obras fueron expuestas no solo en Menorca, Barcelona o Madrid, sino también en Basilea, Fráncfort del Meno, Francia y en la Montserrat Gallery de Nueva York. Durante los años setenta y ochenta expuso cuatro veces en Sala Gaudí Barcelona, quien posee hoy una importante parte de su  obra . Además, Calvet fue el promotor y organizador en el año 2000 de un recital de poesía denominado Encontre de poetes dels Països Catalans, que actualmente lleva su nombre, y participó como ilustrador en el libro Abissínia, de Ponç Pons, en 1999, y con José Luís Clemente en Las dudas del viento, el año 2002, creando las ilustraciones que adornan sus páginas.

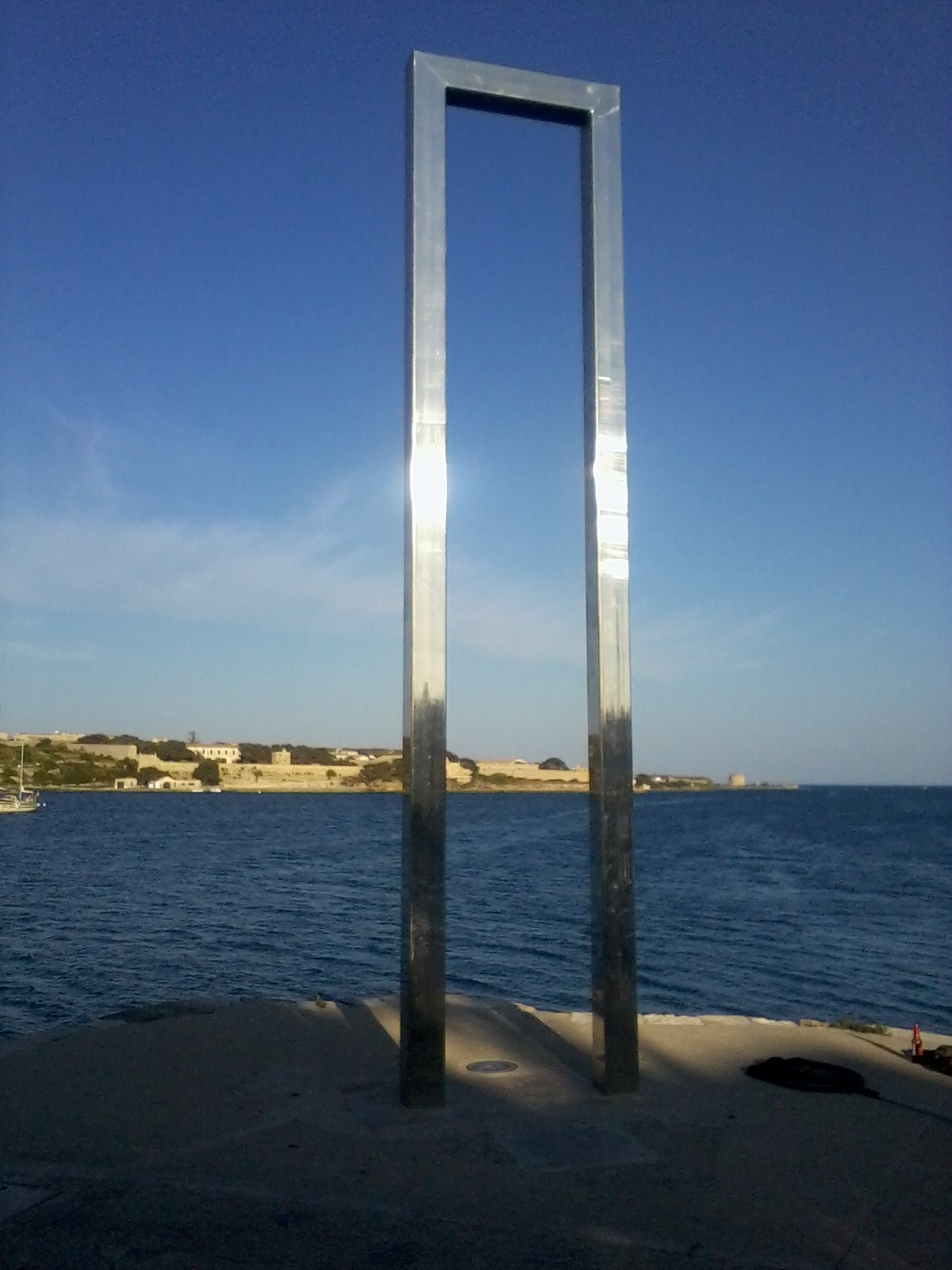
La Porta d'Eos.

El 23 de junio de 2002 se inauguró la Porta d’Eos, una escultura de Calvet sita en el muelle de Calasfonts en Villacarlos, orientada al levante del puerto de Mahón, que sustituyó una escultura anterior del mismo autor titulada Mirall Solar.

El año 2008, tras su muerte, llegó a Villacarlos un curioso personaje: En Xec es gegantó, un gigante que forma parte de la Colla de Grallers des Castell de Villacarlos.

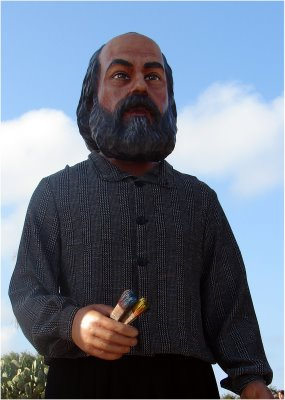
Gigante con la efigie de Calvet.